# Gösta Gustaf-Janson
Gösta Gustaf-Janson, född 6 november 1902 i Saltsjö-Duvnäs, död 18 september 1993 i Båstad, var en svensk författare, mest känd för sina romaner som ofta utspelar sig i borgerliga miljöer. Utöver romaner och noveller skrev han även ett tiotal filmmanus.
Orten Rydsholm i Gustaf-Jansons böcker har sin förebild i verklighetens Djursholm där han växte upp.
Han har några gånger pekats ut som mannen bakom pseudonymen Bo Balderson.

## Biografi
Gösta Gustaf-Janson var son till författarna Gustaf Janson och Emmy Hagberg.
Gustaf-Jansons farfar var den kände pantlånaren Johan Alfred Jansson, kallad Pant-Janne. Johan Alfred grundade företaget som numera heter Pantbanken Sverige. Han porträtteras i boken Stampen och fick vara modell för en del andra figurer i Gustaf-Jansons böcker. Gösta Gustaf-Jansons efternamn var ursprungligen endast Janson men 1910 ändrade modern både Göstas och hans bror Gudmunds efternamn till Gustaf-Janson. Efter faderns död 1913 antog även modern efternamnet Gustaf-Janson.
Familjen bodde först i Saltsjö-Duvnäs, närmare bestämt på Duvnäs gård där man hyrt en våning. Där hade man som grannar flera målare och tecknare som Ernst Küsel, Knut Stangenberg, Hilding Nyman, Filip Månsson
och dessutom författaren och upptäcktsresanden Carl Forsstrand.
Nyman var medarbetare i skämt- och satirtidningen Strix, en tidning som med tiden kom att bli älsklingslektyr för Gustaf-Janson. Även Söndags-Nisse och den tyska Simplicissimus var stora favoriter
.
I föräldrarnas bekantskapskrets fanns många författare, bland andra August Strindberg, Henning Berger,
Ernst Didring, Algot Ruhe, Hasse Zetterström och Albert Engström.
Gustaf-Jansons föräldrar hade vänsterliberala åsikter och hade inget till övers för statskyrkans förkunnelse. Därför blev varken Gösta eller hans bror Gudmund döpta.
Efter den yngre broderns ankomst till världen flyttade familjen in till Stockholm; adressen blev nu Karlavägen 40.
Här blev man granne med August Strindberg. Gustaf-Janson brukade när han var liten ibland leka med Strindbergs dotter Anne-Marie.
1910 fick fadern Gustaf Janson en stor framgång med romanen Affären Costa Negra och familjen flyttade samma år till Djursholm, Auravägen 20
.
Flytten till Djursholm och tiden där var något som kom att betyda mycket för Gustaf-Janson, många av hans böcker kom att utspela sig i denna miljö. Gösta blev elev i Djursholms samskola.
Gustaf-Janson var som barn kinkig och nervös till sin läggning; dessutom trodde man under en period att han drabbats av diabetes. 
Detta och hans något överbeskyddande mor bidrog förmodligen till att han som vuxen fick en hypokondrisk läggning
.
Gustaf Janson dog redan 1913. Familjen lyckades trots familjefaderns död bo kvar i Djursholm, delvis tack vare ekonomiskt bistånd från farfar, "Pant-Janne". Gustaf-Janson tog 1921 studentexamen i Djursholm, varpå följde ett års studier i München, mest litteraturhistoria
.
Därefter skrev han in sig vid Stockholms högskola för att studera konst och litteraturhistoria
. Där hade han studiekamrater som Sven Stolpe, Georg Svensson,
Sven Barthel och Curt Berg. Efter några års studier tröttnade Gustaf-Janson omkring 1926 på detta och satsade på författandet istället. Vid ungefär samma tidpunkt flyttade han från Djursholm, fortfarande tillsammans med sin mor och bror. Några år senare bodde han i egen lägenhet på Norr Mälarstrand 76.

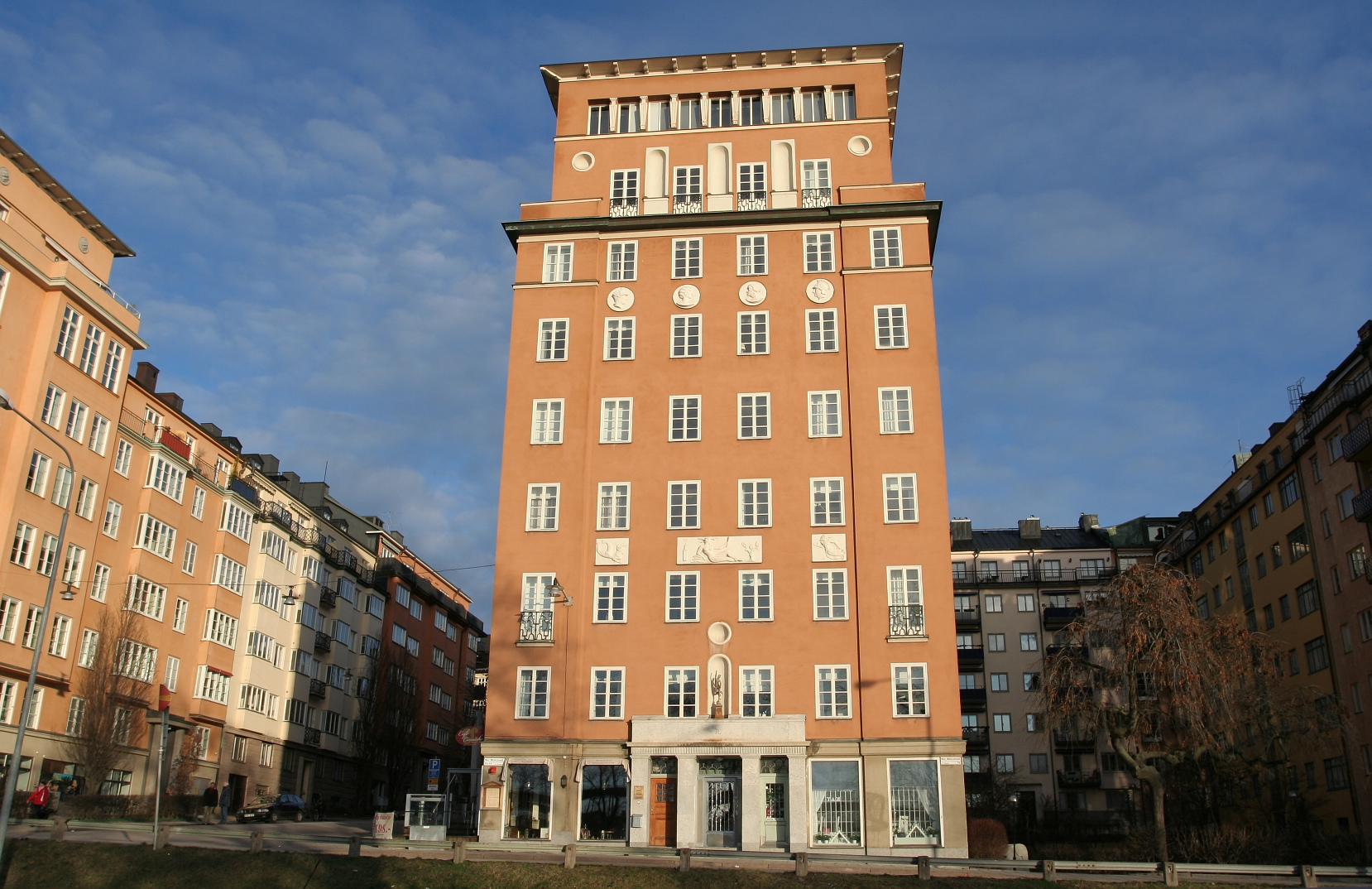
Norr Mälarstrand 76, en av Gösta Gustaf-Jansons bostäder.

Gustaf-Janson var gift tre gånger, men bara det tredje äktenskapet med Karin Ernmark blev långvarigt. De fick två söner tillsammans
.
Efter Djursholms och Stockholmsåren bodde Gustaf-Janson under sin levnad på flera platser, bland annat i Göksbo, Sigtuna, Enebyberg och på Franska Rivieran. 1963 flyttade han till Båstad där han bodde resten av sitt liv, förutom ett år i Helsingborg i början på 1980-talet.
Gösta Gustaf-Janson avled på sjukhemmet Vårliden i Båstad
och ligger begravd på Djursholms begravningsplats.

## Författarskapet

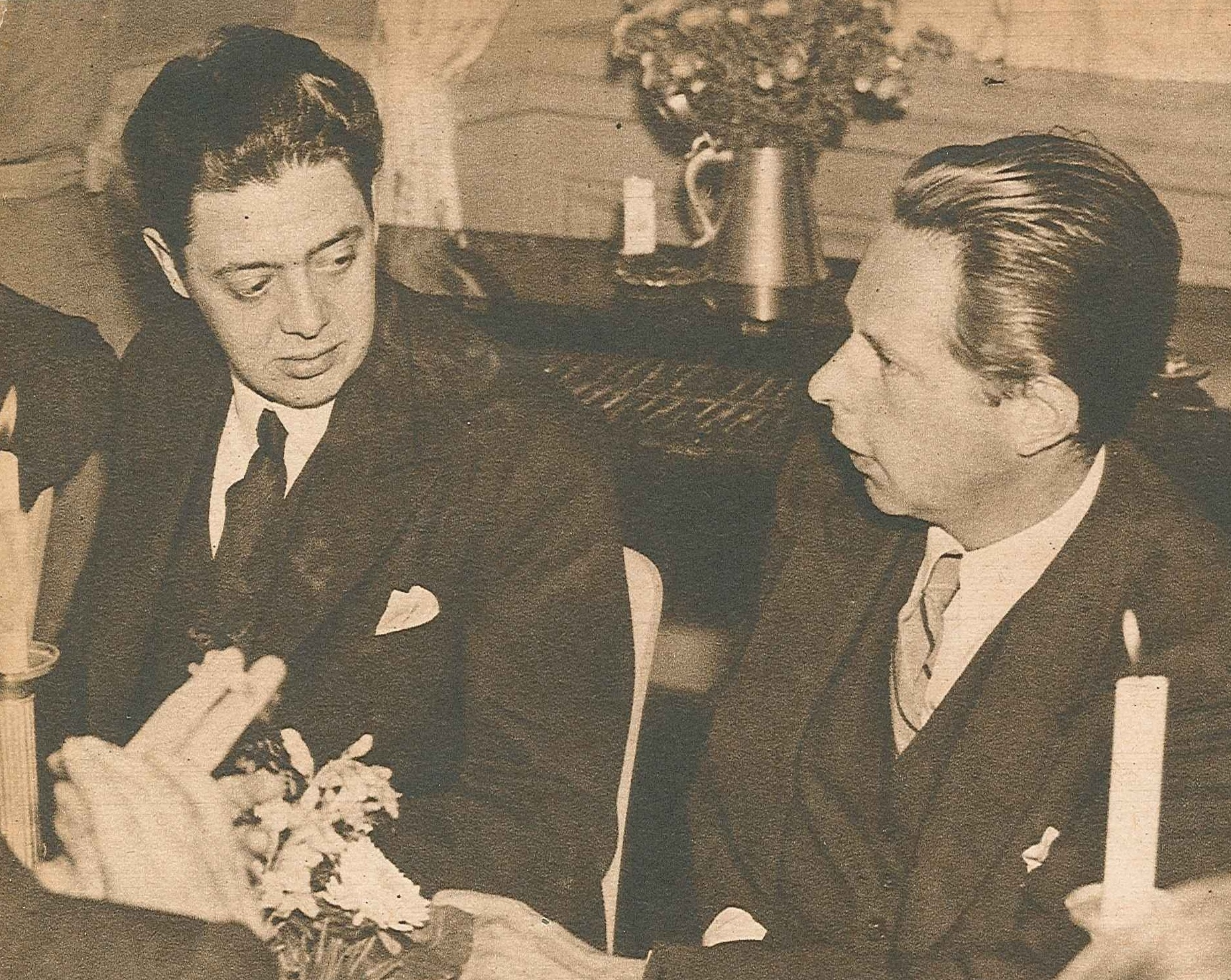
Gösta Gustaf-Janson (till höger) med författarkollegan Waldemar Hammenhög i början av 1940-talet.

I början av sin karriär skrev Gustaf-Janson bok- och radiorecensioner. Debuten som författare skedde med en novell i Dagens Nyheter 1924. Debutromanen Rydsholm kom 1927 och han fick ett stort genombrott med Gubben kommer 1934. Efter den stora framgången med sin sjunde bok och andra stora succé, Stora famnen (1937), dröjde det fjorton år innan han återkom ("de tomma åren"). Han gjorde comeback med den starkt självbiografiskt färgade romanen Stampen 1951.
Enligt Litteraturhandboken kännetecknas	Gustaf-Jansons författarskap av	"[...]satirisk blick, frisk psykologi och säker	karaktäriseringskonst".
Jörgen Dicander framhåller i sin skrift Gösta Gustaf-Janson som Bo Balderson att Gustaf-Jansons styrka som författare ligger i personskildringen.
Bland Gustaf-Jansons litterära influenser fanns Hjalmar Söderberg och Sigfrid Siwertz, särskilt den senares roman Selambs.
Per Wästberg skrev i sin essä om Gustaf-Janson Borgerlighetens förbisedde krönikör: "I en generation dominerad av arbetarförfattare var han rätt ensam om att med breda penseldrag måla äganderättens och rovdriftens skenbara idyller. Hans kolleger fanns snarare i England. Hos  H E Bates, Angus Wilson, Elizabeth Bowen och Barbara Pym verkar hans tidstypiska , lätt excentriska figurer mer hemmastadda än hos oss: detta galleri av konsuler, kråsnålsbönder, terapeuter, opraktiska doktorer, frireligiösa sjuksköterskor, misslyckade antikhandlare, bedagade aktriser..." Wästberg anser också att Gustaf-Jansons samhällskritik saknar originella inslag och placerar honom i "en tradition som inte är Strindbergs och Hjalmar Söderbergs utan  August Blanches och Sigfrid Siwertz".
Hans böcker utspelade sig ofta i Rydsholm, vilket i verkligheten motsvarades av Djursholm.Rydsholm skildrades främst i debutboken med samma namn, i två böcker från trettiotalet, Krisår och Kapitulation-Nej!, samt i serien böcker som gavs ut 1968-1972.
Gustaf-Jansons berättelser speglade ofta hans stora intresse för politik och psykologi. Conny Svensson framhåller i skriften Gösta Gustaf-Janson och nazismen honom som en av få skildrare av den svenska nazismen. Han var en driven humorist och använde ibland berättartekniska inslag hämtade från spänningsromanen. Med åren fick han stämpeln "underhållningsförfattare" på sig, men det var inget han skämdes för:
| ”                                                                        | Jag vill att en bok ska underhålla. Den ska vara spännande, utan att det blir konstruktion, och den skall helst vara rolig också. Men allra helst skall man få veta något om människor och om sig själv". | „ |
| – Från baksidestexten till romanen "Över onda och goda" (1957) Bonniers. | |   |

Som författare arbetade Gustaf-Janson mycket metodiskt. Skrivandet skedde på bestämda tider utifrån en omsorgsfullt utarbetad synopsis.
Han skrev alltid för hand med blyertspenna.

## Bo Balderson?
Gustaf-Janson var en av alla de personer som förmodades ligga bakom pseudonymen Bo Balderson. I augusti 2008 utkom boken Gösta Gustaf-Janson som Bo Balderson av Jörgen Dicander. Se även http://www.dast.nu/artikel/gosta-gustaf-janson-som-bo-balderson

## Filmmanus
Bland hans romaner som filmats märks kanske främst Pärlemor som blev en framgång med Inga Tidblad i huvudrollen.
| - 1934 – Simon i Backabo - 1939 – Gubben kommer - 1940 – Stora famnen - 1943 – Stora skrällen - 1955 – Stampen | - 1956 – Skorpan - 1960 – Kärlekens decimaler - 1960 – Goda vänner trogna grannar - 1961 – Pärlemor - 1967 – Tofflan - en lycklig komedi |

## Priser och utmärkelser
- 1981 – PEN-klubbens Bernspris[26]
- 1985 –  Danderyds kommuns kulturpris[27]
- 1990 –  Båstad kommuns kulturpris[28]